# Monchi Balestra
Ramón Marcelo Balestra, apodado Monchi (Casilda, Argentina; 8 de octubre de 1967), es un conductor de radio y televisión argentino.

## Biografía

### 1967-2000: primeros años e inicios de carrera
Ramón Marcelo Balestra nació el 8 de octubre de 1967 en la ciudad de Casilda, provincia de Santa Fe. Trabajó en diferentes señales radiales desde los 13 años y a los 18 tuvo su propia señal de radio en su ciudad natal, FM TOP. A los 20 años emigró a California, Estados Unidos en donde trabajó en diferentes emisoras latinas de radio, a su regreso se radica en Rosario, provincia de Santa Fe donde consagró su carrera como conductor de radio y televisión.
Ya en estos tempranos estadios de su carrera Balestra empezó a recibir sus primeras nominaciones a los premios Martín Fierro, que otorga la Asociación de Periodistas de la Televisión y la Radiofonía Argentinas (APTRA), y a los premios Broadcasting.

### 2001-2011: TV abierta yLatin American Idol
En 2002, condujo una nueva temporada de Versus con la conducción de Jimena Cyrulnik por Canal 9.
Posteriormente llega a conducir la versión argentina de Family Feud, llamada 100 argentinos dicen (2004-2005), programa que también se emitió por Canal 13, también llega a conducir programa en señales de cable internacionales como Fox Sports y Movie City.
En el 2006 fue elegido por Sony Entertainment Television para conducir Latin American Idol, programa que se transmite a toda Latinoamérica. En dicho espacio (que lo presentaría por los siguientes tres años) comparte labores con la conductora venezolana Erika de La Vega pero decide abandonarlo en el 2009 sin mayor explicación.
En el año 2008 ganó la encuesta entre los hombres más seductores de Argentina realizada por la revista Para Ti.
En el año 2009 aparece de forma sorpresiva el domingo 9 de agosto como "conductor invitado" en el bloque de apertura de Un sol para los chicos, telemaratón anual organizado por El Trece a beneficio de la filial argentina de UNICEF.
Desde el 2 de noviembre del año 2009 se le pudo ver como conductor titular del programa concurso Quinceañeras, producción de El Trece que señala su regreso, después de tres años, a la televisión abierta argentina. El ciclo se transmitió tanto en la señal nacional como en la internacional del canal referido; sin embargo, esta emisión saldría intempestivamente de pantalla el 22 de mayo del 2010. Las razones del corte nunca fueron aclaradas.

### 2012-presente: Regreso a Canal 13 y más
En el año 2012 estrena en El Trece Real o no Real, un ciclo televisivo que analiza los videos más divertidos y delirantes de Internet y ayuda al televidente a descubrir si lo que se ve es real o no. En el año 2013 hace un cameo en la novela Sos mi hombre de la misma planta televisiva. Desde el 21 de abril del 2013 fue el conductor de Rejugados, un ciclo dominical de entretenimientos que marcó su regreso a la pantalla de El Tres (Canal de Rosario afiliado de forma independiente a la red nacional de Artear) tras no figurar en la TV del interior en más de una década. El nuevo espacio causó sorpresa en la teleaudiencia ya que funcionaba sobre la base de un sorteo con mensajes de texto y la interactividad con el público mediante las redes sociales. Lamentablemente, días después de emitirse el décimo programa, una orden de Artear para transmitir en vivo y directo con su señal matriz la edición dominical de A todo o nada hace cortar abruptamente el programa (inicialmente pautado para emitirse hasta fin de año); por lo que Monchi nuevamente debe salir de pantalla.
En el año 2013 empezó a trabajar en el programa de radio En Acción, como conductor del mismo. Y a partir del mes de octubre del 2014 dicho programa también empieza a transmitirse por el Canal 5 de Rosario.
En 2019 fue convocado para conducir la edición mediodía de TPA Noticias, junto a María Areces.
En 2021, Después de 15 años, vuelve a conducir 100 argentinos dicen, en Canal 13, ya que el conductor del programa, Darío Barassi, dio positivo de COVID-19.

## Televisión
| Período   | Programa                                      | Cadena                        | Rol/Notas                               |
| --------- | --------------------------------------------- | ----------------------------- | --------------------------------------- |
| 1994      | Box music                                     | Galavisión                    | Conducción                              |
| 1995-1996 | Va con vos                                    | Canal 3                       | Conducción                              |
| 1997      | Palo y palo                                   | America TV                    | Cronista                                |
| 2000-2001 | TVI                                           | Canal 5                       | Conducción                              |
| 2001-2002 | Versus                                        | Azul Televisión               | Conducción                              |
| 2002      | Yo te avisé                                   | Canal 9                       | Conducción                              |
| 2002-2003 | Lo mejor de la semana                         | Canal 9                       | Conducción                              |
| 2004      | EX                                            | Fox Sports                    | Conducción                              |
| 2004      | Señal superpremium de cine para Latinoamérica | Movie City                    | Conducción                              |
| 2004-2005 | 100 argentinos dicen                          | Canal Trece                   | Conducción                              |
| 2005      | El salón internacional del automóvil          | Canal Trece                   | Conducción (Programa Especial)          |
| 2006-2008 | Latin American Idol                           | Sony Entertainment Television | Conducción                              |
| 2009      | Un sol para los chicos                        | El Trece                      | Conducción (Programa Especial)          |
| 2009-2010 | Quinceañeras                                  | El Trece                      | Conducción                              |
| 2011      | Conectados 360                                | 360 TV                        | Conducción                              |
| 2012      | Real o no real                                | El Trece                      | Conducción                              |
| 2013      | Rejugados                                     | El Tres                       | Conducción                              |
| 2014      | Tómbola combinada                             | América TV                    | Conducción                              |
| 2014-2015 | En acción                                     | Canal 5                       | Conducción                              |
| 2017      | Volver a cantar                               | Volver                        | Conducción                              |
| 2019-2020 | TPA noticias                                  | Televisión Pública Argentina  | Conducción                              |
| 2021      | 100 argentinos dicen                          | Eltrece                       | Conducción (reemplazo de Darío Barassi) |

## Radio
| Año           | Programa              | Emisora                              | Notas      |
| ------------- | --------------------- | ------------------------------------ | ---------- |
| 1995-1997     | La tarde de la vida   | FM Vida (Rosario)                    | Conducción |
| 1998-2000     | La máquina del sonido | FM Estación del Siglo 99.5 (Rosario) | Conducción |
| 1999          | Delirantes            | LT8 - AM 830 (Rosario)               | Conducción |
| 2001          | Vamos que venimos     | Radio Show (Rosario)                 | Conducción |
| 2005          | A jugar               | Radio del Plata (Bs. As.)            | Conducción |
| 2013-2017     | En Acción             | LT3 AM680 (Rosario)                  | Conducción |
| 2017          | La Uno                | Radio Uno 103.1                      | Conducción |
| 2018-presente | Full Monchi           | Pop Radio 101.5                      | Conducción |
| 2020          | El ángel              | Radio 10                             | Conducción |

## Premios
| Año  | Premiación            | Rubro                                      | Trabajo Nominado      | Resultado |
| ---- | --------------------- | ------------------------------------------ | --------------------- | --------- |
| 1995 | Premios Martín Fierro | Entretenimiento                            | La tarde de la vida   | Nominado  |
| 1995 | Premios Broadcasting  | Programación integral                      | La tarde de la vida   | Ganador   |
| 1996 | Premios Broadcasting  | Programación integral                      | La tarde de la vida   | Ganador   |
| 1999 | Premios Martín Fierro | Humor                                      | Delirantes            | Ganador   |
| 2000 | Premios Broadcasting  | Programación integral                      | La máquina del sonido | Ganador   |
| 2000 | Premios Broadcasting  | Programación integral                      | TVI                   | Ganador   |
| 2001 | Premios Broadcasting  | Programación integral                      | TVI                   | Ganador   |
| 2001 | Premios Martín Fierro | Humor                                      | Vamos que venimos     | Ganador   |
| 2008 | Premios Martín Fierro | mejor producción entretenimiento argentino | Latin American Idol   | Ganador   |